# Juraj Blanár
Juraj Blanár, né le 19 mai 1966 à Žilina (alors en Tchécoslovaquie), est un homme politique slovaque. Il est membre du Conseil national (le parlement slovaque) depuis 2010, dont il est vice-président depuis 2020. Il a également été député de 2002 à 2006. Entre 2005 et 2017, il est gouverneur de la région de Žilina. Il est membre du parti SMER – social-démocratie et proche du président du gouvernement, Robert Fico.

## Biographie

### Jeunesse et études
Juraj Blanár est né le 19 mai 1966 à Žilina. Il étudie à l'Université de Žilina. Avant de commencer sa carrière politique, Juraj Blanár travaille pour l'entreprise de construction Váhostav dans sa ville natale.

### Carrière politique
Il est vice-président du SMER.
En octobre 2023, il est nommé ministre des Affaires étrangères dans le gouvernement de Robert Fico, et fait face à des critiques sur son inexpérience diplomatique.

## Positionnement politique

### Relations avec la Russie
Lors de l'invasion russe de l'Ukraine, Blanár s'oppose à l'aide militaire slovaque à l'Ukraine et soutient l'amélioration des relations diplomatiques avec la Russie. Il est l'un des rares députés slovaques à ne pas avoir voté en faveur d'une résolution parlementaire condamnant les meurtres russes de civils ukrainiens, adoptée après le massacre de Boutcha. En 2022, le ministre slovaque des Affaires étrangères, Ivan Korčok, accuse Blanár de soutenir la conquête russe de l'Ukraine.
Le 29 juin 2025, devenu ministre des Affaires étrangères, il fait polémique après avoir appelé à « communiquer avec la Russie » et suggéré de « pardonner tout ce qui est arrivé ». 

### Relations avec les États-Unis
En janvier 2022, Blanár s'oppose fermement à l’accord de défense avec les États-Unis, arguant qu’il aboutira à terme à la création de bases américaines sur le sol slovaque.

### Droit à l'avortement
Blanár se positionne contre le droit à l'avortement et soutient les initiatives visant à réduire l'accès à l'adoption en Slovaquie.

### Travail dominical
En mars 2023, sur la question de la fermeture des magasins le dimanche, Blanár s'est prononcé en faveur de l'interdiction sous conditions.

## Vie personnelle
Blanár est marié et a trois enfants.